# 2-Octin
2-Octin ist eine chemische Verbindung aus der Gruppe der Alkine. Sie besitzt das Grundgerüst des Octans mit einer C≡C-Dreifachbindung an der 2-Position.